# 宽片膜蕨
宽片膜蕨（学名：Hymenophyllum simonsianum）为膜蕨科膜蕨属下的一个种。

## 扩展阅读
- 維基物種上的相關：宽片膜蕨